# Faro-et-Déo
  Faro-et-Déo  é um departamento da Região Adamawa nos Camarões.
O departamento tem uma área de 10.435 km² e a partir de 2001 tinha uma população total de 66.442. A capital do departamento encontra-se em Tignere.

## Subdivisões
O departamento é dividido administrativamente em arrondissements e comunas e em volta em aldeias.

### Arrondissements
- Galim-Tignère
- Mayo-Baléo (1 distrito : Kontcha)
- Tignère

### Comunas
O departamento tem 4 comunas:
- Galim-Tignère
- Mayo-Baléo
- Tignère
- Kontcha